# Београд (эсминец)
«Белград» (серб. Београд) — югославский эскадренный миноносец типа «Београд» времён Второй мировой войны. В 1941 году был захвачен итальянцами и введен в состав своего флота под названием «Себенико» (итал. Sebenico). В 1943 году захвачен немцами и введен в состав немецких ВМС под названием TA-43.

## История

### Строительство и захват итальянцами
Был построен по заказу ВМС Королевства Югославии на доках в Нанте под руководством инженеров французской компании «Ateliers et Chantiers de la Loire». Строительство началось 23 декабря 1937 года, спущен был на воду 28 апреля 1939 года. Был приписан к порту Сплита, где его и застала война.
Имел 550-мм французские торпеды, в отличие от 533-мм британских на «Дубровнике». Ниже показаны характеристики французских и британских торпед различающихся калибров, из чего может быть сделан вывод о том, что технического смысла иметь два разных типа торпед с малоотличающимися характеристиками на четырёх эсминцах югославского флота не было и это вело к их невзаимозаменяемости, и, вероятно, это политическое и финансовое решение, так как Франция и Британия в это время предоставляли Югославии кредиты на закупку вооружения, в том числе и кораблей, с условием что Югославия закупит вооружение фирм соответствующей страны. Также показаны характеристики торпед Италии и Германии, могущие использоваться на «Дубровнике» при его службе в их флотах.
Предвоенные 533—550 мм торпеды для надводных кораблей
| Страна, год на вооружение | Тип     | Калибр | Длина  | Вес, кг | ВВ, кг, тип | Дальность и скорость      |
| ------------------------- | ------- | ------ | ------ | ------- | ----------- | ------------------------- |
| Франция, 1925             | 23D     | 550 мм | 8,28 м | 2068    | 308, тротил | 9/39, 13/35 км/уз         |
| Франция, 1932             | 23DT    | 550 мм | 8,58 м | 2105    | 415, тротил | 9/39, 13/35 км/уз         |
| Великобритания, 1938      | Mk.IX** | 533 мм | 7,28 м | 1693    | 330, тротил | 10,1/41, 13,7/35 км/уз    |
| Великобритания, 1930      | Mk.IX   | 533 мм | 7,28 м | 1693    | 340, тротил | 9,6/36, 12,4/30 км/уз     |
| Италия, 1928              | W260    | 533 мм | 6,86 м | 1550    | 260, тротил | 3/42, 7/32, 9,2/30, 12/26 |
| Италия, 1937              | W270    | 533 мм | 7,2 м  | 1700    | 270, тротил | 4,0/43, 12,0/30 км/уз     |
| Италия, 1935              | Si270   | 533 мм | 7,2 м  | 1700    | 270, ТГА    | 4,0/46, 8,0/35, 12,0/29   |
| Италия, 1937              | W300    | 533 мм | 7,2 м  | 1620    | 300, тротил | 3/47, 5/43, 8/36, 12/29   |
| Германия, 1936            | G7a     | 533 мм | 7,19 м | 1528    | 280, SW-36  | 5,5/44, 7,5/40, 12,5/30   |
| Германия, 1928            | G7a     | 533 мм | 7,19 м | 1528    | 280, SW-18  | 5,5/44, 7,5/40, 12,5/30   |

17 апреля 1941 года большая часть флота Королевства Югославии была затоплена в Которском заливе, однако итальянцы успели захватить «Београд». Судно было введено в состав ВМС Италии под именем «Себенико» (итальянское название города Шибеник) и переведено в Бриндизи, где официально его ввели в строй 14 июля 1941 года. Он состоял в 1-й флотилии эсминцев.

### Служба во флоте Италии
За время службы в Италии корабль совершил 147 боевых походов (102 из них были связаны с сопровождением транспортов в Адриатике, Ионическом море и у берегов Северной Африки), прошёл 42 тысячи миль. Выделяются несколько походов эсминца.
12 октября 1941 года в течение 17 часов он сопровождал вместе с эсминцем «Да Рекко» два транспорта и буксир (с воздуха их прикрывали самолёты итальянских ВВС). К вечеру из-за наступления темноты самолёты покинули эскорт, а затем поступили сигналы о присутствии британской подлодки. Из-за паники приказ об изменении курса был истолкован некорректно, а затем один из транспортов, «Бансицца», получил повреждение торпедой британского торпедоносца. На помощь экипажу транспорта отправился тот самый «Себенико», экипаж которого не имел опыта спасения. На торпедированном транспорте находились немецкие солдаты, которые запаниковали при авианалёте. В течение суток экипаж эсминца удерживал транспорт на плаву, но затем его потопили английские самолёты, сбросив 250-кг бомбу. Лишь благодаря принятым мерам из 2500 человек удалось спасти 2498.
18 октября 1941 года та же самая пара эсминцев спасали экипаж теплохода «Beppe», который был атакован северо-западнее Триполи. 20 октября та же пара в сопровождении эсминца «Фольгоре» сопровождала танкер «Прозерпина» и пароход «Джулия» на пути в Неаполь. Британская авиаразведка обнаружила этот конвой, но итальянцы вовремя вернулись в Триполи и 24 ноября помогли кораблям добраться в Неаполь. «Себенико» 26 ноября также эскортировал транспорт «Фабия Фильци».
После этих походов эсминец ремонтировался в Южной Адриатике, а затем снова был задействован в конвоях. 29 марта 1942 года в сопровождении трёх миноносцев он переводил семь транспортов из Бриндизи, однако из них один был потоплен британскими подводниками. Летом его переоснастили, заменив орудия Vickers на пулемёты и автоматы Breda, и добавили камуфляжную окраску. 30 сентября эсминец под командованием капитана 3-го ранга Горетти ди Фламини возглавил конвой из теплохода «Коль ди Лана» и миноносца «Кастельфидардо», отправляясь из Греции (порт Пирей) в Северную Африку. Без повреждений суда прибыли в Тобрук, затем отправились по обратному маршруту, сопровождая пароход «Санта Фе» и танкер «Рондин». Танкер был повреждён бомбам и торпедами, но его удалось сохранить и вернуть в порт. «Санта Фе» успешно прибыл в Пирей.

### В руках немцев
Летом 1943 года «Себенико» оказался в Венеции, где планировалось провести очередной ремонт, но до капитуляции Италии завершить его так и не удалось: 11 сентября в Венецию пришли два немецких торпедных катера S-54 и S-61, которые захватили итальянский эсминец. «Sebenico» бывшие союзники переименовали в ТА-43. Корабль перевели в Триест, где он находился более года, прежде чем 17 октября 1944 года он вновь был введен в строй. В дополнение к имевшемуся зенитному вооружению немцы установили спаренные крупнокалиберные пулеметы. Несколько изменили форму надстроек, часть оборудования разместили как на итальянских эсминцах типа «Сольдати». Корабль участвовал в нескольких конвойных операциях под командованием капитана-лейтенанта Вернера Ланге и был зачислен в состав 1-й конвойной флотилии. Однако большее время миноносец простаивал в ремонте из-за отсутствия полноценного ремонта.

### Конец службы
Перед захватом Триеста югославскими и новозеландскими войсками «ТА-43» 1 мая 1945 года был затоплен. В июне его подняли, но к восстановлению не приступали, так как он неожиданно стал предметом спора между английской, итальянской и югославской сторонами по поводу принадлежности. Тем временем эсминец вновь сел на грунт 19 июля 1946 года, что и прекратило споры. В дальнейшем останки эсминца подняли по частям и разобрали на металл.